# Ignaz Hess
Ignaz Hess (* 4. Juni 1871 in Kerns als Alois August Hess; † 14. Februar 1963 in Engelberg) war ein Schweizer katholischer Theologe und Archivar. Er publizierte nahezu 250 Arbeiten, vor allem zur Geschichte Engelbergs.

## Leben
Ignaz Hess wurde am 4. Juni 1871 als Sohn des Bäckers und Rössli-Wirts Franz Josef Hess und der Franziska, geborene Amrhein, in Kerns geboren. Er war ein Bruder des Politikers Otto Hess.
Ab 1884 belegte Hess ein Gymnasialstudium in Engelberg und Einsiedeln. Danach trat er ins Benediktinerkloster Engelberg ein, wo er 1893 seine Profess ablegte. Anschliessend studierte er Theologie in Einsiedeln und Engelberg und wurde 1896 zum Priester geweiht. Von 1896 bis 1897 sowie von 1898 bis 1905 unterrichtete Hess als Professor am Gymnasium Engelberg. Dazwischen fungierte er von 1897 bis 1898 als deutscher Vikar in Montreux und von 1899 bis 1907 als Archivar im Kloster Engelberg. Daneben belegte Hess von 1905 bis 1907 die Studien der Geschichte, Kunstgeschichte und Historischen Hilfswissenschaften an der Universität Freiburg, an der er 1913 mit dem Doktorat in Kunstgeschichte abschloss. Ferner wirkte Hess von 1908 bis 1919 als Beichtiger zu St. Katharina in Wil sowie von 1919 bis 1925 als Grosskellner und Archivar in Engelberg. Danach lehrte Hess von 1925 bis 1932 als Professor am Theresianum Ingenbohl. In den Jahren 1932 bis 1936 wirkte Hess abermals als Beichtiger zu St. Andreas in Sarnen. Daran anschliessend lehrte er in den Jahren 1936 bis 1952 als Professor in Engelberg. Von 1952 bis 1956 wirkte er wiederum als Beichtiger auf der Marienburg bei Wikon. Darüber hinaus war er von 1936 bis zu seinem Tod als Stiftsarchivar in Engelberg aktiv.
Ignaz Hess verstarb am 14. Februar 1963 im Alter von 91 Jahren in Engelberg. Sein Nachlass liegt im Stiftsarchiv Engelberg.